# Darò un milione
Darò un milione («Daré un millón» en italiano) es una película de comedia italiana de 1935 dirigida por Mario Camerini y protagonizada por Vittorio De Sica. Se basa en el primer guion de Cesare Zavattini que cuenta la historia de un millonario desilusionado que, cansado de los intentos de amigos y parientes codiciosos de usarlo por su dinero, se convierte en un vagabundo para encontrar un ser humano decente. Tuvo una adaptación estadounidense en 1938, titulada I'll Give a Million y protagonizada por Warner Baxter como el millonario.

## Argumento
Un millonario está a punto de suicidarse saltando de su yate al mar. Está a punto de irse cuando ve a un vagabundo que intenta suicidarse. El rico salva al vagabundo y le cuenta su frustración con sus amigos y parientes que siempre buscan una limosna. Luego afirma que le dará un millón de francos a la primera persona que lo trate con amabilidad sin pensar en su riqueza. Al día siguiente, el vagabundo se despierta y descubre que el millonario se ha ido y que sus propios andrajos andrajosos han sido reemplazados por la ropa más fina, junto con un gran rollo de francos. El vagabundo comienza a circular la historia del millonario por la ciudad. Como resultado, la gente de todo el país comienza a tratar a las personas sin hogar con amabilidad y respeto. Finalmente, el millonario disfrazado conoce y se casa con una artista de circo y dona su millón de francos a toda la comunidad.

## Reparto
- Vittorio De Sica como Gold.
- Assia Noris como Anna.
- Luigi Almirante como Blim.
- Mario Gallina como Cavalier Primerose.
- Franco Coop como el subastador.
- Gemma Bolognesi como María.
- Cesare Zoppetti como falso millonario.